# محطة قطار ويكفيلد ويست جيت
محطة قطار ويكفيلد ويست جيت (بالإنجليزية: Wakefield Westgate railway station)‏‏ هي محطة قطار في ويكفيلد في المملكة المتحدة، تُشغلها قطارات إيست ميدلاند. افتُتحت هذه المحطة في 1849، ويبلغ عدد مسارات أرصفتها 2.